# Global Project: Português
Global Project: Português é um álbum de regravações, integrante do projeto Hillsong Global Project, sendo sua versão em português, versionada pela banda cristã brasileira Diante do Trono. O álbum foi lançado em setembro de 2012 pela gravadora CanZion Brasil, e alcançou vendagem superior à 40 mil cópias.
A obra contém canções do grupo Hillsong Music Australia, versionadas em português, sendo gravadas pela banda Diante do Trono, com participações especiais de André Valadão e Mariana Valadão.

## Faixas
1. "Tudo Por Ti" (Go) – Israel Salazar
2. "Nosso Deus é Poderoso" (God Is Able) – Guilherme Fares
3. "Hosana" (Hosanna) – Ana Paula Valadão, Mariana Valadão
4. "Vivo em Nós" (Alive In Us) - Ana Nóbrega
5. "És mais forte" (Stronger) - Tião Batista
6. "Pra Sempre Reinarás" (Forever Reign) – André Valadão
7. "Tu És" (You) – Dave Ware (da banda Hillsong)
8. "Me Rendo" (The Stand) – Ana Paula Valadão
9. "Aleluia" (Hallelujah) – Ana Paula Valadão
10. "Como incenso" (Like Incense / Sometimes) – Ana Nóbrega
11. "Este é o Nosso Deus" (This Is Our God) – Rodrigo Campos e Saara Campos
12. "Eterno Amor" (Unending Love) – Ana Paula Valadão
13. "Poder Pra Salvar" (Mighty to Save) – André Valadão
14. "Meu Coração" – Diante do Trono – Ana Paula Valadão
15. "A Ti a Honra" – Diante do Trono – Amanda Cariús, Marine Friesen e Letícia Brandão